# Лим Ёнун
Лим Ёнун (кор. 임영웅?, 林英雄?; род. 16 июня 1991 года, Пхочхон, Республика Корея) — южнокорейский певец, артист и ютубер.
В 2016 году подписал контракт с агентством Mulgogi Music и дебютировал со своим первым синглом «Hate you». Спустя 4 года прославился после участия в реалити-шоу «Мистер Трот», где занял первое место из 17.000 претендентов. В 2021 году Лим достиг верхней строчки в цифровом чарте Gaon с синглом «My Starry Love».
С момента своего дебюта в 2016 году Лим выпустил один студийный альбом и один совместный попурри-альбом, заняв четыре раза первые строчки в цифровом чарте Gaon. Он также является первым исполнителем трота, получившим золотую кнопку YouTube за достижение миллиона подписчиков на своем официальном YouTube-канале.

## Карьера

### 2016–2019: Начало карьеры
Лим изначально мечтал стать исполнителем баллад, но позже обнаружил в себе талант певца трот после получения приза «За выдающиеся достижения» на певческом конкурсе. На конкурсе, проходившем в его родном городе Пхочхоне, он исполнил песню О Сын Гына «What’s Wrong with My Age?», учитывая возрастную группу аудитории.
В 2016 году Лим появился на певческом конкурсе-шоу Korea Sings KBS1, выиграв там приз за выдающиеся достижения после исполнения песни Шин Ю «If You Smile, You’ll Get Younger, If You Get Angry, You’ll Only Get Older». Этот опыт заставил его всерьез мечтать о карьере вокалиста трот. В том же году он также появился в качестве участника в первом сезоне музыкального реалити-шоу «Fantastic Duo» на канале SBS. Вскоре после этого он подписал контракт со своим нынешним лейблом Mulgogi Music.
8 августа 2016 года певец дебютировал, выпустив цифровой сингл «Hate You». Затем 2 января 2017 года он выпустил еще один сингл под названием «What's So Important?». Однако эти два сингла не имели коммерческого успеха.
Лим постепенно набирал популярность благодаря своему появлению на утреннем шоу на канале KBS1 «AM Plaza», где он стал окончательным победителем телевизионного прослушивания «Challenge! Dream Stage». 28 марта 2018 года он выпустил свой третий сингл «Elevator». Почти пять месяцев спустя песня была переделана и выпущена под названием «Not by Stairs, but by Elevator». 21 декабря того же года Лим выпустил совместный попурри-альбом с другой вокалисткой Пак Соджин под названием «Newness of Trot». 
Лим был назначен послом города Почхон 23 июля 2019 года.

### 2020–наст. время: «Мистер Трот» и растущая популярность
Лим участвовал в музыкальном конкурсном шоу «Мистер Трот» канала TV Chosun, которое транслировалось со 2 января по 14 марта 2020 года. Во время финального эпизода шоу он в итоге был признан победителем из 17 000 претендентов. Он сказал:
Я так благодарен своей матери и бабушке. Финал в прямом эфире состоялся в годовщину смерти моего отца. Я думаю, он сделал нам подарок, потому что ему было жаль оставлять мою маму одну. Я также очень благодарен своему отцу. 
После окончания шоу он дополнительно подписал контракт на полтора года с компанией New Era Project. Он также присоединился к основному актерскому составу шоу «Romantic Call Centre» и «Ppongsoongah School», что являлись последующими варьете-шоу «Мистер Трота».
3 апреля 2020 года Лим выпустил сингл под названием «Trust in Me», написанный автором текстов Ким Эана и композитором Чо Ен Су. Трек был спродюсирован как специальная песня для Лима как победителя конкурса «Мистер Трот». Сингл «Trust in Me» добился коммерческого успеха, став первым синглом Лима, попавшим в топ-20 в его родной стране. Песня дебютировала на 20-й строчке в южнокорейском Gaon Digital Chart, позже достигнув 11-й строчки. В конце года песня принесла ему музыкальную премию Melon Music Award в категории «Лучший трот» и премию Genie Music Awards в категории «Лучший трот трек»..
В августе 2020 года Sisa Journal – один из крупнейших еженедельных новостных журналов Южной Кореи, объявил результаты опроса «2020, кто заставляет Корею двигаться». Лим занял 5-е место (5,8%, сравнявшись с певицей Ли Хёри) за лидерство в шоу «Мистер Трот» и завоевание мира рекламы. Позже в том же году журнал включил его в список «100 лидеров следующего поколения».
В дополнение к своей певческой карьере Лим сыграл эпизодическую роль в дораме жанра исторического фэнтези «Ветер, облака и дождь». 1 октября 2020 года он дебютировал в качестве ведущего первой ежегодной премии Trot Awards вместе с телеведущим Ким Сон Чжу и актрисой Чо Бо А. Он также дебютировал на большом экране в музыкальном документальном фильме с участием шести лучших финалистов шоу «Мистер Трот» – «Мистер Трот: Фильм». Фильм имел коммерческий успех. Было продано более 150.000 билетов после его выхода.
4 ноября 2020 года Лим сотрудничал с SsangYong Motor над промо-синглом «Hero». В отличие от его предыдущих синглов, музыкальный стиль песни приближен к поп-музыке. Премьера трека состоялась на онлайн-выставке, организованной компанией. Несмотря на то, что после релиза «Hero» не получил достаточного продвижения, сингл стал первым, в карьере Лима, попавшим в топ-10 цифрового чарта Gaon, дебютировав и достигнув седьмого места.
16 декабря 2020 года Лим был объявлен победителем Korea Image Awards 2021, получив награду в составе Trot Men, шести лучших финалистов «Мистера Трота». Они были удостоены премии Stepping Stone Award за «их работу по оживлению жизни людей, измученных COVID-19, и распространению трот-музыки по всему миру». Сама церемония награждения состоялась 14 января 2021 года}}.
В результате роста его популярности в 2020 году Лим стал самой популярной фигурой на веб-портале Naver. В конце того же года, согласно ежегодному опросу, проведенному Gallup Korea в номинации «Певец года», он был назван одним из пяти самых любимых исполнителей как людьми в возрасте от 13 до 39 лет (№ 4), так и людьми в возрасте от 40 лет и старше (№ 1). Кроме того, он был вторым по популярности исполнителем на YouTube по стране в том году, уступая только бойз-бэнду BTS.
9 марта 2021 года Лим выпустил сингл «My Starry Love», через год после победы в «Мистер Трот». Автором песни был Соль Ун До – один из самых известных южнокорейских вокалистов-авторов песен трот жанра. За пять дней до релиза он исполнил премьеру песни в финале второго сезона реалити-шоу «Мисс Трот». «My Starry Love» дебютировал на вершине цифрового чарта Gaon, что сделало его первым синглом, занявшим первое место в чарте в его карьере. Эта песня также принесла Лиму первую награду музыкальной программы с момента его дебюта, заняв первое место на шоу телеканала MBC «Show! Music Core». Это сделало его первым исполнителем жанра трот, выигравшим музыкальное шоу за 14 лет со времен Кан Чжина на Music Bank (KBS2) в 2007 году. 
2 мая 2022 года Лим выпустил свой первый студийный альбом Im Hero, который включает в себя широкий спектр жанров, помимо баллад и трота, таких как поп-рок, регги, хип-хоп, джаз и фолк-поп. Один из треков с альбома под названием «Our Blues, Our Life» был предварительно выпущен 17 апреля. 
15 ноября 2022 года Лим выпустил двойной сингл «Polaroid», содержащий поп-рок треки «Polaroid» и «London Boy». Последний отмечает его первую заслугу в написании песен, как автора текстов и композитора. 
Лим выпустил сингл «Grains of Sand» 5 июня 2023 года. Этот сингл стал его вторым опытом в написании песен как автора текстов и композитора. Затем он выпустил новый цифровой сингл «Do or Die» 9 октября 2023 года. Затем, 6 мая 2024 года, Лим выпустил двойной сингл-альбом Warmth, в который вошли треки «Home» и «Warmmart».

### Как ютубер
Лим начал использовать свой одноименный канал на YouTube в 2016 году с официального аудиоклипа на дебютную песню «Hate You». 4 декабря того же года он загрузил свое первое видео с кавер-версией песни «I Like You» дуэта Нам Чжина и Чан Юн Чжон. С тех пор Лим продвигал себя, публикуя видео с кавер-исполнениями песен. Он также общался со своими поклонниками через канал, публикуя материалы, включающие закадровые съёмки, видео живых выступлений, основные моменты, чтение комментариев, прямую трансляцию дня рождения и видеоблоги. 23 февраля 2021 года Лим открыл канал YouTube Shorts под названием «Лим Ёнун Shorts», в тот же день было загружено его 28-секундное тренировочное видео для «Мистер Трота». 

Лим получил серебряную кнопку YouTube за то, что в марте 2020 года на его официальном канале набралось 100.000 подписчиков. В октябре того же года количество подписчиков на канале превысило миллион, что сделало его первым исполнителем трот жанра, достигшим этого результат. Он выразил свою благодарность в написанном от руки письме, сказав: 
Все вы оказали мне честь, набрав миллион подписчиков [на YouTube]. Я всегда буду стараться изо всех сил, никогда не забуду свой первый раз, как и то, в каком отчаянии я был вначале. 
В следующем месяце он получил золотую кнопку YouTube. 
Самым просматриваемым видео на официальном канале Лима является его выступление на шоу «Мистер Трот» с выступлением «Истории пожилой пары за 60». По состоянию на 15 ноября 2021 года ролик набрал более 47 миллионов просмотров. 

## Благотворительность
8 марта 2022 года Лим пожертвовал 100 миллионов вон (около 75.000 долларов на момент 2024 года) в Фонд социального обеспечения Fruit of Love, чтобы помочь жертвам масштабного лесного пожара, который начался в Ульджине, Кенбук, и распространился на Самчхок, Канвондо. 11 марта 2022 года было подтверждено, что Лим пожертвовал 1 миллион вон на февральский певческий конкурс Good Han Star, детям с детской лейкемией. 9 июня 2022 года Лим пожертвовал 1,2 миллиона вон призовых на майском песенном конкурсе в Good Han Star для покрытия расходов на неотложную медицинскую помощь детским больным раком, лейкемией и другими редкими неизлечимыми заболеваниями. 1 сентября 2022 года Лим пожертвовал 2 миллиона на музыкальное соревнование August Good Han Star для программы эмоциональной поддержки для детей с детской лейкемией и их семей. В октябре 2022 года Лим пожертвовал 1,5 миллиона вон в призовой фонд певческого конкурса Good Han Star участникам с неизлечимыми болезнями. 4 ноября 2022 года Лим пожертвовал 1,5 миллиона вон в призовой фонд Sunhan Star Gawangjeon's на оказание психологической поддержки детям с неизлечимыми болезнями. 23 декабря 2022 года Лим пожертвовал 300 миллионов вон от имени сообщества «Heroic Age» через фонд социального благосостояния Fruit of Love.
На момент января 2023 года Лим пожертвовал больше 2 миллионов вон Good Star Gawangjeon.

## Дискография
- Im Hero (2022)
- Do or Die (2023)

## Фильмография

### Кино
| Название           | Название на корейском | Год  | Роль                                           | Примечание                       | Ист.   |
| ------------------ | --------------------- | ---- | ---------------------------------------------- | -------------------------------- | ------ |
| Мистер Трот: Фильм | 미스터트롯: 더 무비   | 2020 | Он сам (как участник шоу «Мистер Трот», топ-6) | Музыкальный документальный фильм | [ 28 ] |
| IM HERO Финал      | 아임 히어로 더 파이널 | 2023 | Он сам                                         | Концертный фильм                 | [ 75 ] |

### Музыкальные шоу
| Название                    | Год       | Роль        | Примечание               | Ист.   |
| --------------------------- | --------- | ----------- | ------------------------ | ------ |
| Hall of Music (음악의 전당) | 2017      | Исполнитель | 1 июля                   | [ 76 ] |
| National Top 10 Gayo Show   | 2017–2020 | Исполнитель |                          | [ 77 ] |
| Golden Oldies               | 2018–2019 | Исполнитель |                          | [ 78 ] |
| Show! Music Core            | 2020–2021 | Исполнитель | Эпизоды 674–675, 718–719 | [ 79 ] |
| Show Champion               | 2020–2021 | Исполнитель | Эпизоды 349, 388         | [ 80 ] |
| Inkigayo                    | 2020      | Исполнитель | Эпизод 1042              | [ 81 ] |
| MBC Gayo Daejejeon          | 2020      | Исполнитель | 31 декабря               | [ 82 ] |
| M Countdown                 | 2021      | Исполнитель | Эпизод 702               | [ 83 ] |
| The Show                    | 2021      | Исполнитель | Эпизод 255               | [ 84 ] |

### Варьете-шоу
| Название                           | Год       | Роль                                                            | Примечания                                        | Ист.          |
| ---------------------------------- | --------- | --------------------------------------------------------------- | ------------------------------------------------- | ------------- |
| Korea Sings                        | 2016–2019 | Участник (преддебют)                                            | Эпизод 1787 (2016)                                | [ 85 ] [ 86 ] |
| Korea Sings                        | 2016–2019 | Приглашенный певец                                              | Эпизод 1900, специальное шоу на конец года (2018) | [ 87 ]        |
| Korea Sings                        | 2016–2019 | Приглашенный певец                                              | Эпизоды 1938, 1964 (2019)                         | [ 88 ]        |
| Fantastic Duo (1 сезон)            | 2016      | Участник (преддебют)                                            | Эпизод 12                                         | [ 89 ] [ 90 ] |
| Мистер Трот                        | 2020      | Участник, победитель                                            |                                                   | [ 91 ] [ 92 ] |
| Вкус Мистера Трота                 | 2020      | Главный актерский состав (Как участник топ-7 шоу «Мистер Трот») |                                                   | [ 93 ]        |
| Romantic Call Centre               | 2020–н.в. | Главный актерский состав (Как участник топ-7 шоу «Мистер Трот») |                                                   | [ 16 ]        |
| Ppongsoongah School                | 2020–2022 | Главный актерский состав                                        |                                                   | [ 17 ] [ 94 ] |
| Immortal Songs: Singing the Legend | 2020      | Исполнитель (Как участник топ-6 шоу «Мистер Трот»)              | Эпизоды 457–458                                   | [ 95 ]        |
| Мисс Трот (2 сезон)                | 2020–2021 | Специальный судья (Как участник топ-6 шоу «Мистер Трот»)        | Эпизоды 1–3 (2020)                                | [ 96 ]        |
| Мисс Трот (2 сезон)                | 2020–2021 | Он сам                                                          | Специальный эпизод «Lucky Trot Festival» (2021)   | [ 97 ]        |
| Мисс Трот (2 сезон)                | 2020–2021 | Специальный исполнитель (Как участник топ-6 шоу «Мистер Трот»)  | Эпизод 11 (2021)                                  | [ 98 ]        |
| Мисс Трот (2 сезон)                | 2020–2021 | Специальный исполнитель (Как финалист шоу «Мистер Трот»)        | Эпизод 12 (2021)                                  | [ 99 ]        |